# Sabine Fischer (Politikerin)
Sabine Fischer (geborene Hofmann; * 2. Februar 1948 in Herzberg (Elster)) ist eine ehemalige deutsche FDGB-Funktionärin und Politikerin. Sie war Vorsitzende des FDGB-Bezirksvorstandes Cottbus und Abgeordnete der Volkskammer in der FDGB-Fraktion.

## Leben
Fischer, Tochter einer Bauernfamilie, besuchte die Oberschule. 1962 trat sie der FDJ bei. Zwischen 1964 und 1966 absolvierte sie eine Lehre zur Chemiefacharbeiterin. 1964 wurde sie Mitglied des FDGB. Von 1966 bis 1969 studierte sie an der Ingenieurschule für Chemie „Justus von Liebig“ in Magdeburg mit Abschluss als Ingenieurin für chemische Technologie. Von 1969 bis 1971 arbeitete sie als Schichtingenieurin im VEB Chemiefaserwerk „Herbert Warnke“ in Guben. Von 1971 bis 1981 war sie hauptamtliches Mitglied, von 1981 bis 1985 Vorsitzende der dortigen zentralen Betriebsgewerkschaftsleitung. 1974 trat sie der SED bei und besuchte 1979 die Bezirksparteischule Cottbus der SED. Von 1985 bis 1988 fungierte sie als Vorsitzende des Bezirksvorstandes der Industriegewerkschaft Chemie, Glas, Keramik. 1988/89 war sie Vorsitzende des FDGB-Bezirksvorstandes Cottbus, Mitglied des Sekretariats der SED-Bezirksleitung Cottbus und Mitglied des Bundesvorstandes des FDGB. 
Von 1971 bis März 1990 war Fischer als Mitglied der FDGB-Fraktion Abgeordnete der Volkskammer der DDR und Mitglied des Ausschusses für Arbeit und Sozialpolitik.